# Tragedia de Hillsborough
La Tragedia de Hillsborough fue un suceso ocurrido el 15 de abril de 1989 en el Estadio Hillsborough de Sheffield, Inglaterra, Reino Unido, en el que fallecieron 97 personas aplastadas contra las vallas del estadio a causa de una avalancha. El desastre ocurrió durante el partido de semifinales de la FA Cup entre el Liverpool Football Club y el Nottingham Forest Football Club. Todas las víctimas eran aficionados del Liverpool.
Minutos antes del inicio del partido, debido a la aglomeración de hinchas en los aledaños del estadio, la policía ordenó abrir una de las puertas exteriores del fondo oeste, lo que provocó un exceso de aforo que derivó en la avalancha posterior. Los 97 fallecidos (94 el mismo día de la tragedia) y 776 heridos hacen de Hillsborough la mayor tragedia de la historia del deporte británico.
Inicialmente las autoridades responsabilizaron a los seguidores del Liverpool de la tragedia. Sin embargo, años después, investigaciones posteriores concluyeron que las causas no habían tenido que ver con ninguna acción violenta por parte de los aficionados, sino a causa del exceso de aforo y el mal estado del estadio, que no cumplía los requisitos de seguridad necesarios.
Pese a que los hechos de Hillsborough no habían estado directamente provocados por actos violentos, fueron la espoleta para que el gobierno de Margaret Thatcher se decidiese a actuar con contundencia y dictara la «Football Spectators Act» y el «Informe Taylor» para erradicar el fenómeno del «hooliganismo» y mejorar la seguridad en los estadios.

## Antecedentes
Los sucesos de Hillsborough se produjeron cuatro años después de la Tragedia de Heysel, en la que también estuvo implicada la afición del Liverpool y que les había costado a los equipos ingleses una sanción de la UEFA de seis años sin participar en competiciones europeas y de la Tragedia de Valley Parade en la que un incendio mató a 56 hinchas ingleses. 
El 12 de septiembre de 2012, una comisión de investigación independiente publicó una resolución por la que se deduce que la policía fue la más directamente responsable de la seguridad del estadio aquel día y, por lo tanto, la culpable de la tragedia. El primer ministro británico David Cameron ofreció sus disculpas en la Cámara de los Comunes. La mayoría de las familias de las víctimas sintieron que finalmente se hizo justicia. Aunque también otra investigación privada creada en 2014 aún está buscando justicia por los fallecidos.

## Víctimas
El futbolista Steven Gerrard, capitán del Liverpool entre 2004 y 2015, se vio afectado por el accidente. Ha reconocido que un primo suyo de 10 años que murió en la tragedia de Hillsborough es su gran inspiración.
En julio de 2021, un forense dictaminó que Andrew Devine, que murió 32 años después, tras sufrir un daño cerebral grave e irreversible ese día, era la víctima número 97.